# Iglesia Piarista de Cluj-Napoca
La iglesia Piarista de Cluj-Napoca (en rumano: Biserica Piariștilor; en húngaro: Piarista Templom), también conocido como iglesia Jesuita (en rumano: Biserica Iezuiților) o iglesia de la Universidad (en rumano: Biserica Universității), es un edificio religioso católico administrado por los escolapios en Cluj-Napoca, Rumania.

## History
El 13 de marzo de 1718, los jesuitas iniciaron una campaña de recaudación de fondos para construir la iglesia. El obispo Georgius Martonfi puso la primera piedra, la iglesia se terminó en 1724 y fue consagrada al año siguiente por el obispo Joannes Antalfi. El edificio se convirtió en la primera iglesia barroca de la provincia, es uno de los edificios más notables de la ciudad y sirvió como prototipo para muchas otras iglesias de Transilvania.
Los jesuitas fueron suprimidos en 1773 por el papa Clemente XIV, por lo que en 1776 la emperatriz María Teresa I de Austria transfirió la iglesia a los escolapios.
El 12 de agosto de 1956, sacerdotes y unos 5000 laicos de la Iglesia greco-católica rumana organizaron una protesta ante la iglesia. Su objetivo era demostrar que su iglesia, prohibida en 1948, no había dejado de existir, como afirmaba el régimen. Al principio intentaron entrar en la iglesia y celebrar la misa, pero los sacerdotes católicos no les permitieron entrar por miedo a las represalias. Por ello, se celebró una misa al aire libre frente a la iglesia; el padre Vasile Chindriș, en su sermón, criticó abiertamente a la dirección comunista ante una multitud de fieles. Todos los sacerdotes que oficiaron la liturgia fueron arrestados y encarcelados. Entre los laicos castigados se encontraba Vasile Fărcaș, presidente del Tribunal de Cluj en el período de entreguerras, que cumplió casi ocho años de una condena de diez, y su esposa Eugenia. Hubo una estatua de la Virgen María frente a la iglesia hasta 1959, cuando las autoridades comunistas la trasladaron a otra parte de la ciudad.

## Arquitectura
El templo barroco presenta un fuerte contraste entre el sobrio exterior y un interior muy bien decorado, casi exuberante. La iglesia tiene dos torres de reloj, cada una de 45 m de altura. Hay tres estrechas ventanas verticales sobre la entrada, destinadas a ayudar a iluminar el interior. La puerta principal está rodeada de una rica ornamentación y sobre ella hay un bajorrelieve de la Trinidad. Hay dos puertas más pequeñas a la izquierda y a la derecha de esta; sobre cada una de ellas hay una escultura de un santo descansando en un nicho: Ignacio de Loyola y Francisco Javier, obras del artista bávaro Johannes König. Anteriormente, cerca de las entradas laterales se encontraban las estatuas de los santos Juan Nepomuceno y Luis Gonzaga, también obra de König. En contraste con el sencillo exterior, el interior está profusamente ornamentado. El edificio tiene una sola nave, de 45 m de largo y 24 m de alto. Hay tres capillas a los lados, cada una con su propio altar y adornadas con varias pinturas. 
En las paredes del interior se pueden encontrar las placas devocionales comunes a las iglesias católicas escritas en los principales idiomas históricos de Transilvania (rumano, húngaro, alemán) y latín. El altar mayor cerca del coro es grandioso, con la inscripción en latín Magno Deo uni ac trino laus virtus gloria ("Al gran Dios uno y trino, alabanza, honor y gloria") en la parte superior, entre dos ángeles. Sobre él reposa un icono de la Virgen María, pintado sobre madera y enmarcado en metal, y que derramó lágrimas durante dos semanas en 1699, según la leyenda local. Debajo de él hay dos estatuas de los santos jesuitas Francisco e Ignacio, traídas de Viena en 1726. El púlpito, obra de Anton Schuchbauer, está decorado en el exterior con relieves de los cuatro evangelistas y, entre el púlpito y su corona, hay un bajorrelieve con los santos jesuitas más importantes. 
Debajo del edificio de la iglesia hay una cripta con 140 tumbas. 

## Galería

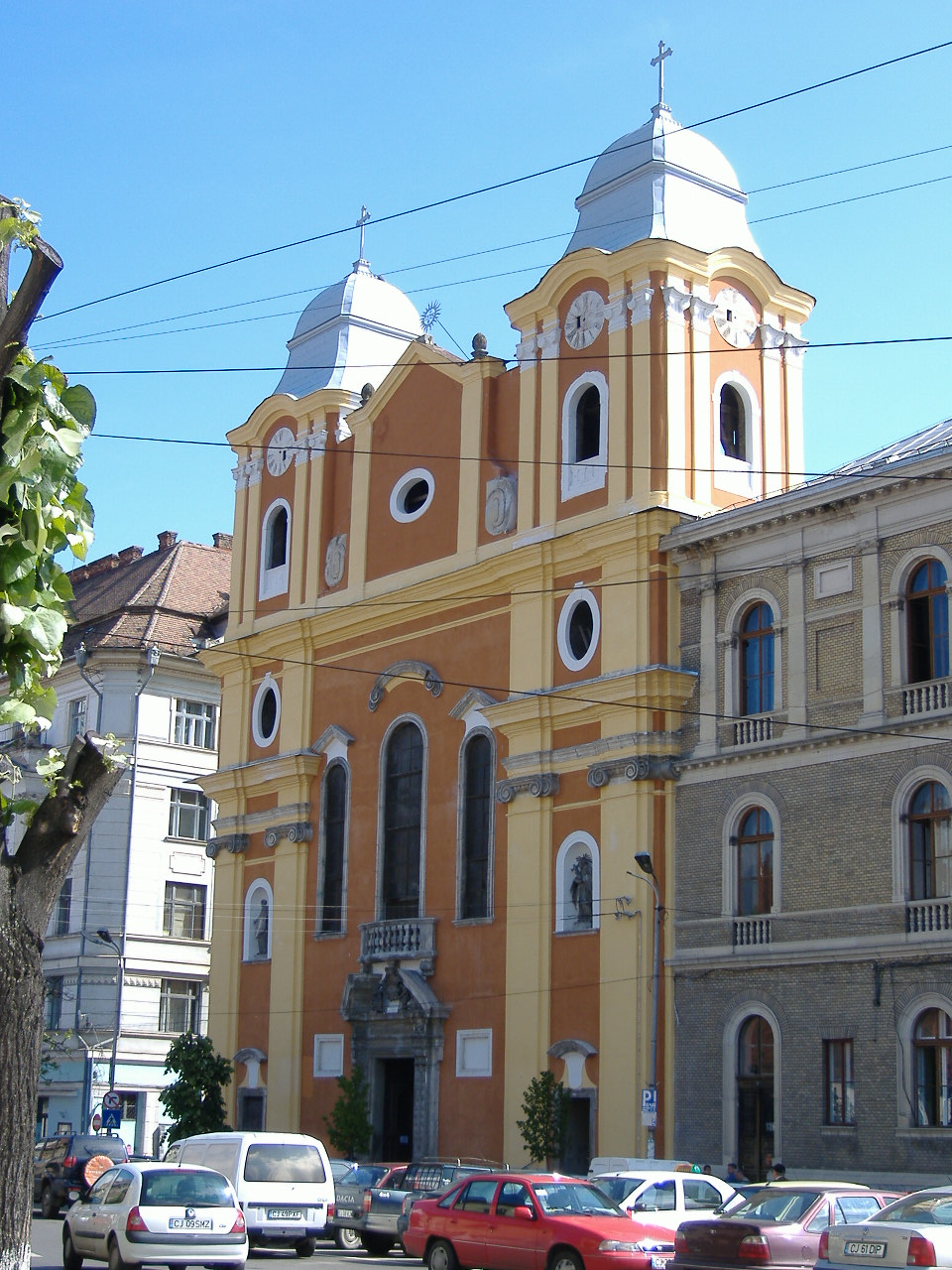
Vista lateral
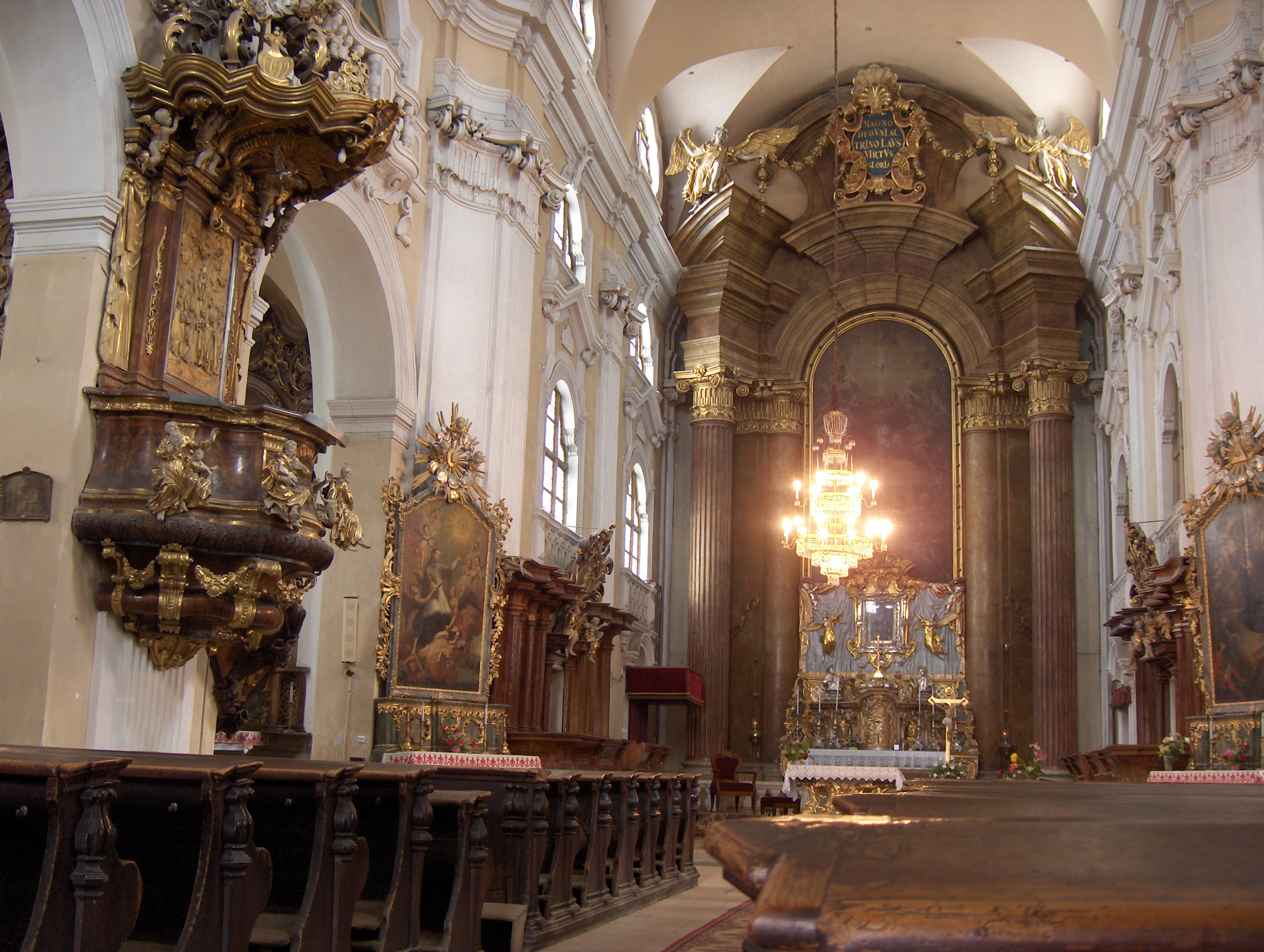
Interior de la iglesia
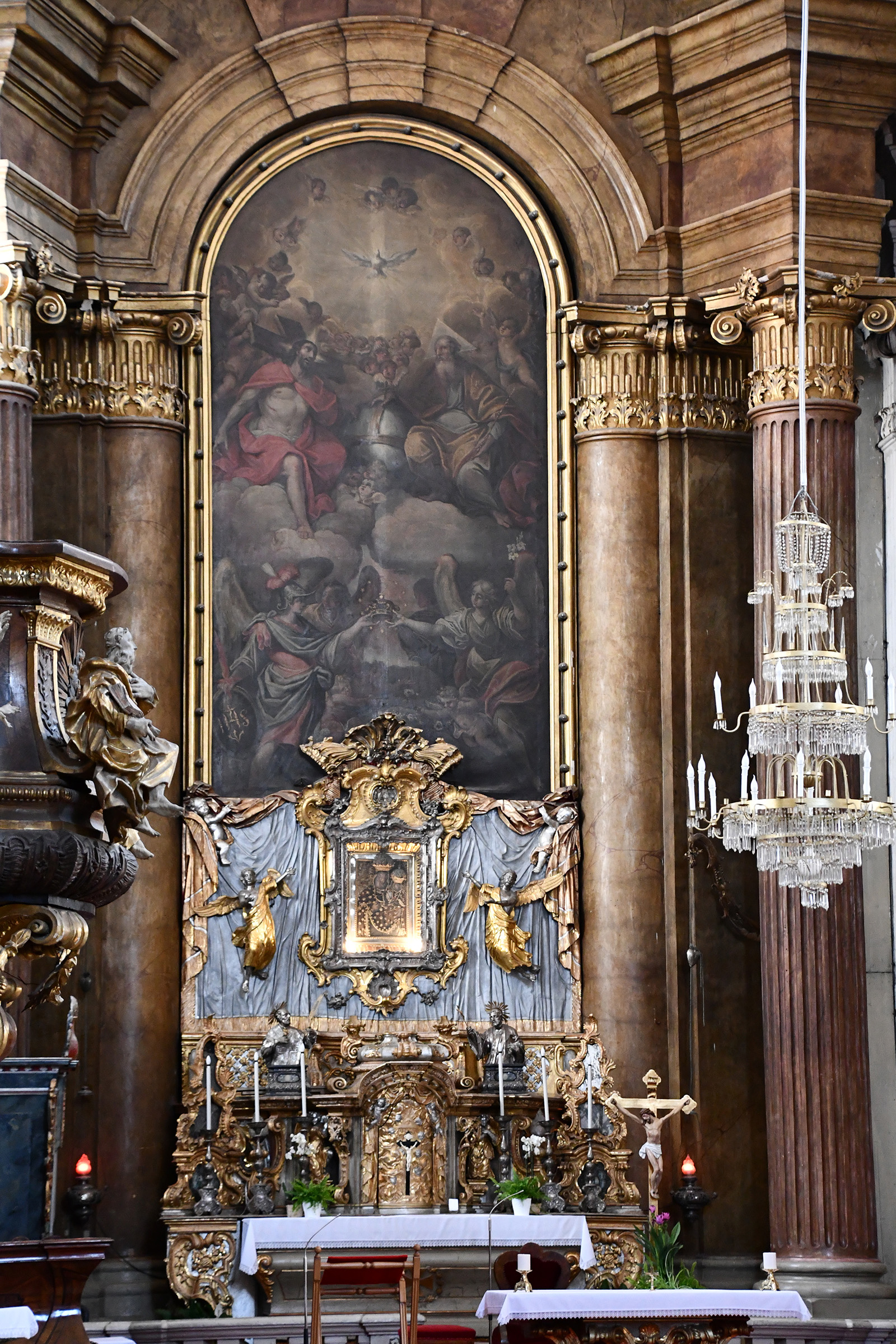
Retablo mayor

## Biografía
- Mircea Țoca, Biserica iezuită, în: Mircea Țoca, "Clujul baroc", Cluj 1983, pag. 25-30;
- V. Biro, Întemeierea bisericii piariștilor din Cluj, 1932.